# هارتلبول (دائرة انتخابية في المملكة المتحدة)
هارتلبول (بالإنجليزية: Hartlepool)‏ هي إحدى الدوائر الانتخابية في المملكة المتحدة الممثلة في مجلس العموم في برلمان المملكة المتحدة.
عضو البرلمان الذي يمثلها حالياً هو :Mr Iain Wright (Lab).